# Rivière Limbé
Pour les articles homonymes, voir Limbe.
 (juillet 2014).
Si vous disposez d'ouvrages ou d'articles de référence ou si vous connaissez des sites web de qualité traitant du thème abordé ici, merci de compléter l'article en donnant les références utiles à sa vérifiabilité et en les liant à la section « Notes et références ».
La rivière Limbe est un cours d'eau qui coule dans le département Nord à Haïti, et un petit fleuve côtier qui a son embouchure en Mer des Caraïbes.

## Géographie
Ce fleuve qui se jette dans l'océan Atlantique prend sa source dans le Massif du Nord.
Son cours mesure 70 kilomètres de long.
Ce cours d'eau traverse la commune de Limbé. Ce fleuve a son embouchure dans la mer sur la commune de Bas-Limbé.

## Hydrologie
Le bassin versant de la rivière Limbé est de 330 km2 et son débit moyen ou module est de 5,6 m3 s−1 .